# Markus Wasmeier
Markus Wasmeier (* 9. září 1963, Schliersee, Německo) je bývalý německý lyžař. Specializoval se zejména na sjezd a super-G.
Z Lillehammeru v roce 1994 si odvezl dvě olympijská zlata. Celkově startoval ve 154 závodech Světového poháru, z nichž devět vyhrál.